# Royal Robbins

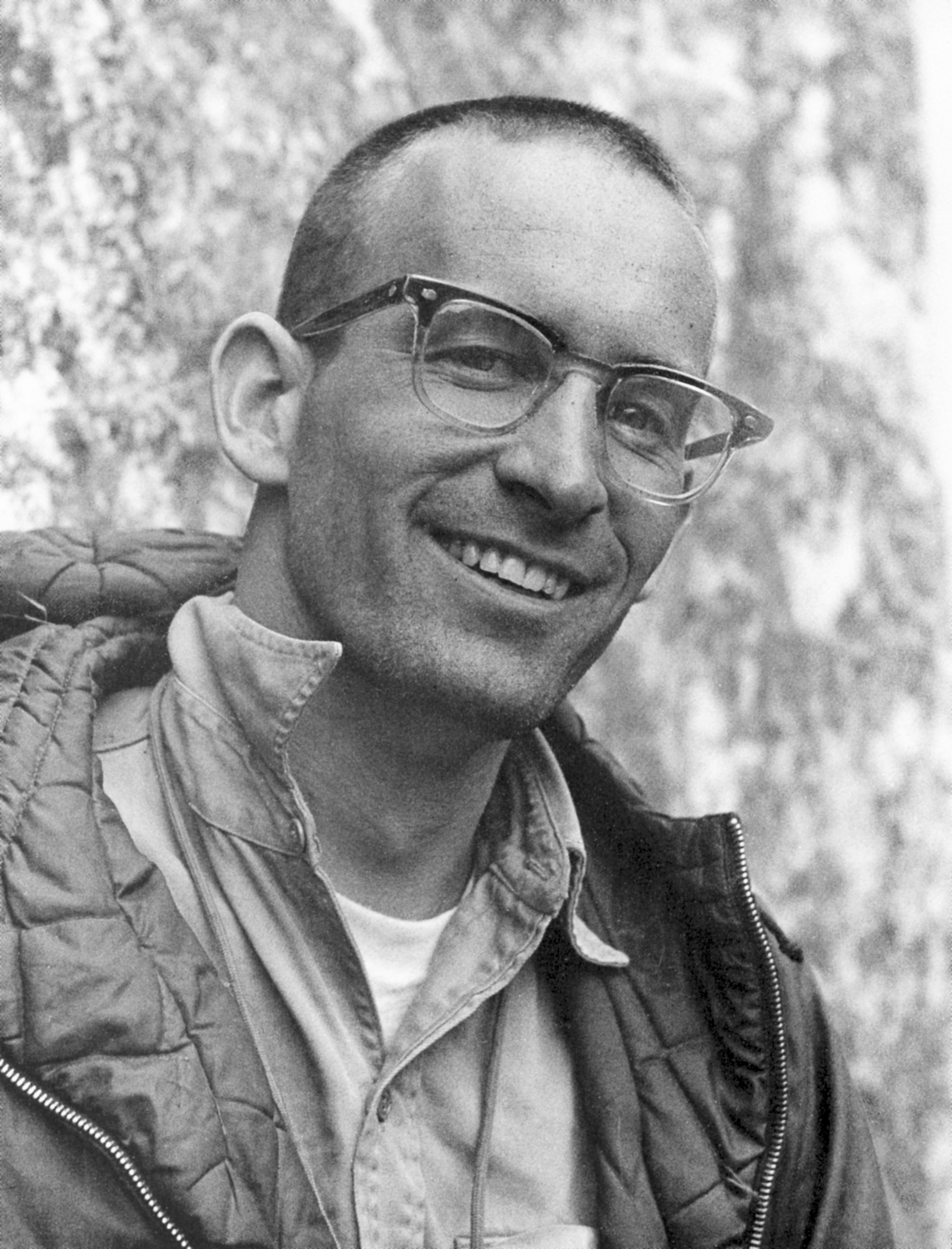
Royal Robbins in den frühen 1960er Jahren

Royal Robbins (* 3. Februar 1935 in West Virginia; † 14. März 2017 in Modesto, Kalifornien) war ein US-amerikanischer Pionier des Bigwall-Kletterns vor allem im Yosemite-Nationalpark.

## Leben
Robbins wurde in West Virginia geboren, zog aber 1940 mit seinen Eltern nach Kalifornien. Schon als Pfadfinder war er von Schönheit der Sierra Nevada und insbesondere des Yosemite-Tals beeindruckt und begann im San Fernando Valley in Kalifornien zu klettern. Seine Technik entwickelte er weiter am Tahquitz in den südkalifornischen San Jacinto Mountains, seit Mitte der 1930er Jahre Hausberg der Klettersektion des Sierra Clubs. Nach dem Wehrdienst beschloss er, sich ganz dem Klettern zu widmen, wobei er im Winter als Skilehrer arbeitete (1960 bis 1964 in Sugar Bowl in Kalifornien). Mit Yvon Chouinard und Warren Harding war er Ende der 1950er Jahre an der Erschließung zahlreicher Bigwall-Routen bis zum Grad VI – Yosemite Decimal System (VI – entspricht Mehrtagestour) im Yosemite-Tal beteiligt. Sie trugen zur Etablierung eines neuen „amerikanischen“ Kletterstils bei, für den sie auch neue Sicherungsmethoden entwickelten. Gleichzeitig war er ein früher Befürworter des sauberen Kletterns mit möglichst wenig Bohrlöchern und Seilzughilfen. Seine wichtigsten Seilpartner im Yosemite waren Chuck Pratt und Tom Frost.
1963 heiratete er Elizabeth „Liz“ Burkner und zog 1965 nach Leysin in der Schweiz, um in den Alpen neue Extrem-Routen zu erschließen. 1967 kehrte er nach Kalifornien zurück und gründete in Modesto eine Kletterschule für Fortgeschrittene Rockcraft. 1969 gründete er mit seiner Frau Mountain Paraphernalia (ein Geschäft für Kletterausrüstung).
Ab 1975 machte er sich auch als Extrem-Kajakfahrer (mit mehr als 30 extremen Erstbefahrungen in Kalifornien und Chile) einen Namen und gründete 1979 das Unternehmen für Outdoor-Bekleidung Royal Robbins (mit einem Umsatz 1988 von 10 Millionen US-Dollar). 10 Prozent der Erlöse ließen die Robbins dabei in Umweltprojekte fließen. Robbins verkaufte 2002 das Unternehmen an Dan Costa, der bereits seit vier Jahren die Mehrheit am Unternehmen besaß und schließlich im Jahr 2003 die Marke 5.11 Tactical ausgliederte und den Rest des Unternehmens wieder an Robbins verkaufte.

## Besondere alpinistische Leistungen

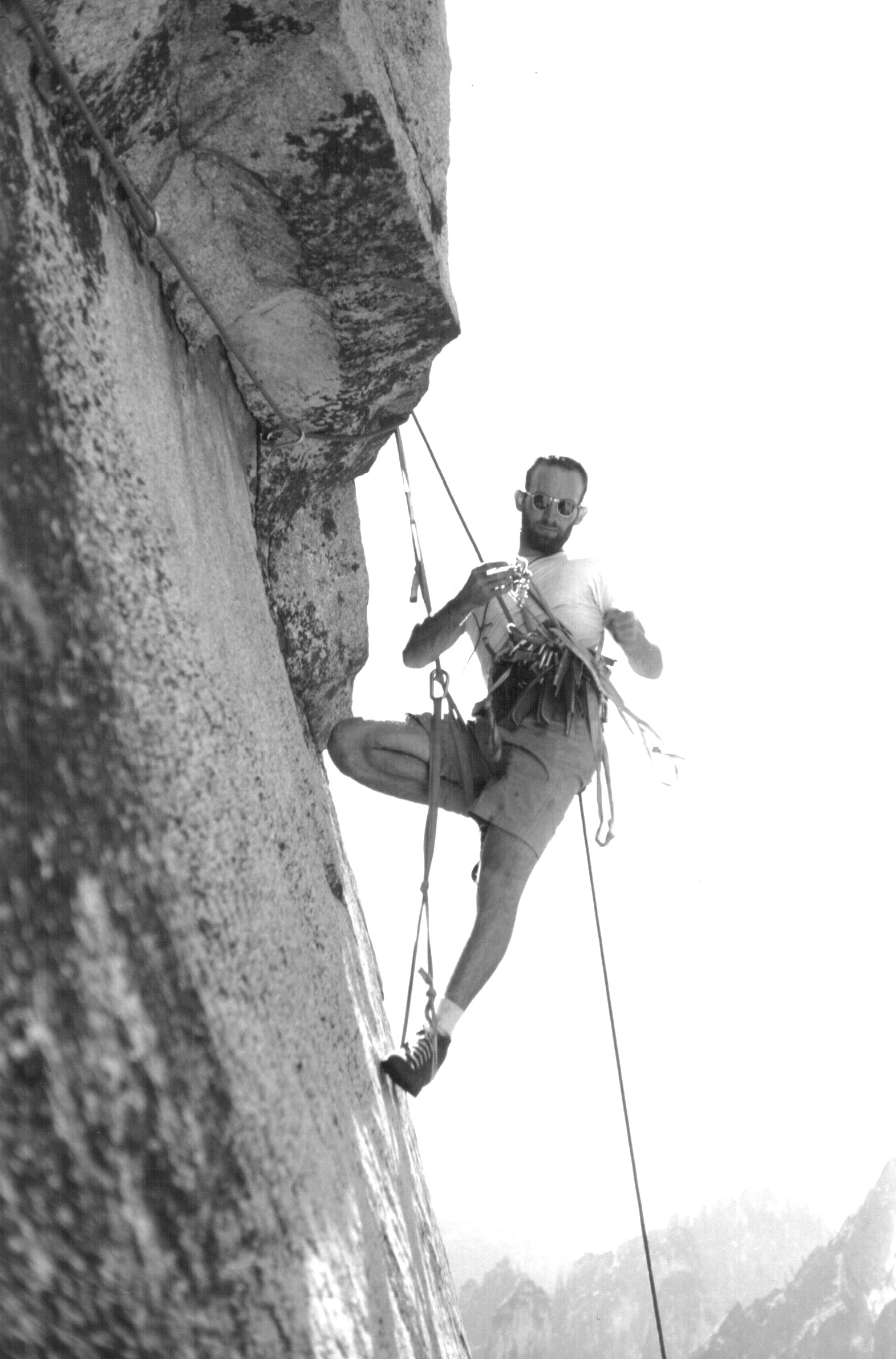
Royal Robbins in der Salathé-Wand am El Capitan 1961

### Erstbegehungen
- 1952 „Tahquitz Open Book“, Kalifornien, USA. (Erste 5.9 Route in Amerika)
- 1957 „Nordwestwand“ des Half Dome, Yosemite, Kalifornien, USA. (Erste Kletterei im „Grad VI“ in Amerika, mit Jerry Gallwas, Mike Sherrick)
- 1961 „Salathé Wall“, El Capitan, Yosemite (damals schwierigste Bigwall-Route im „Grad VI“).
- 1962 „American Direct“, Aiguille du Dru, Mont-Blanc-Massiv, Frankreich. Mit Gary Hemming.
- 1963 Direkte Route in der Nordwestwand des Half Dome, Yosemite. Mit Dick McCracken.
- 1963 „Robbins Route“, Mount Proboscis, Logan Mountains, Yukon, Kanada. Mit Jim McCarthy, Layton Kor und Dick McCracken. Robbins wandte dort erstmals die erlernten Bigwall-Techniken in ähnlichen Wänden außerhalb Yosemites an.
- 1964 „North American Wall“, El Capitan, Yosemite. Mit Tom Frost, Chuck Pratt und Yvon Chouinard.
- 1964 „North Face Mount Hooker“, Wind River Range, Wyoming. Mit Dick McCracken und Charlie Raymond.
- 1964 „Danse Macabre“, Devils Tower, Wyoming, USA.
- 1964 „Final Exam“, Castle Rock, Boulder, Colorado. Mit Pat Ament.
- 1964 „Athlete’s Feat“, Castle Rock, Boulder.
- 1967 „Nutcracker“, Yosemite
- 1969 „Tis-sa-ack“, Half Dome, Yosemite. Mit Don Peterson.
- 1970 „Arcturs“, Half Dome, Yosemite. Mit Dick Dorworth.

### Weitere Leistungen
- 1960 Erste Wiederholung (nach Warren Harding 1958, der noch 47 Tage brauchte) von „The Nose“, El Capitan, Yosemite (mit Joe Flitchen, Tom Frost, Chuck Pratt, 7 Tage)
- 1963 Leaning Tower, Yosemite. im Alleingang
- 1968 „Muir Wall“, El Capitan, Yosemite. Erster Alleingang einer „Grad VI“-Route (und Zweitbegehung der Route).